# Teodoro (mestre dos soldados vacante)
Teodoro (em latim: Theodorus) foi um oficial bizantino do século VI, ativo no reinado do imperador Justiniano (r. 527–565). Nativo do Oriente, serviu na África sob Salomão e teve importante papel na pacificação da província recém-conquistada. Procópio de Cesareia afirmou que Teodoro era inimigo de Salomão e supostamente foi aclamado líder das tropas amotinadas no hipódromo de Cartago em 536.

## Vida
Teodoro era nativo da Capadócia, na Anatólia. Aparece pela primeira vez em 534, quando foi enviado com Ildígero pelo imperador de Constantinopla à África com um exército para servir Salomão. Sua posição é incerta, mas talvez era um dos comandantes com mais alta posição, talvez mestre dos soldados vacante. Na Páscoa de 536, em Cartago, Teodoro foi enviado por Salomão para pacificar as tropas amotinadas que se reuniram no hipódromo. Eles ignoraram suas tentativas de dissuadi-los da rebelião. Segundo Procópio, Teodoro era conhecido opositor de Salomão e suspeito de conspirar contra ele, motivo pelo qual as tropas no hipódromo prontamente o aclamaram seu líder e se apressaram para chegar ao palácio. Mais tarde naquela noite, quando as tropas amotinadas estavam dormindo, Salomão, Martinho e outros, incluindo Procópio, foram à casa de Teodoro, onde primeiro os fez pegar comida e então escoltou-os ao porto para permiti-los escapar.
De um lugar seguro, Salomão escreveu para Teodoro instruindo-o a tomar conta de Cartago enquanto solicitou ajuda de Belisário. Logo depois, quando o líder rebelde Estútias se aproximou de Cartago e exigiu sua rendição, Belisário levantou o cerco. Mais tarde, após os rebeldes serem expulsos, confiou a Ildígero e Teodoro a proteção de Cartago enquanto retornavam à Sicília. Teodoro aparentemente permaneceu na África sob Germano, o sucessor de Salomão, e em 537 acompanhou o exército que marchou contra Estútias. Liderou uma das 3 divisões nas quais a cavalaria foi disposta na ala direita na Batalha das Escadas Ancestrais. Subsequentemente, na África sob Germano, Teodoro foi informado por um de seus associados íntimos, Asclepíades, que uma conspiração foi planejada por Maximino, um de seus próprios guardas.